# Frank Bösch
Frank Bösch (né le 25 octobre 1969 à Lübeck) est un historien allemand.
Il dirige, conjointement avec Martin Sabrow, le Centre de recherche en histoire contemporaine (Zentrum für Zeithistorische Forschung - ZZF) de Potsdam. Il enseigne l'histoire européenne contemporaine à l'université de Potsdam.
Il est l'auteur de plusieurs ouvrages traitant l'histoire des partis, des médias et de l’histoire globale des années 1970-1980.

## Lebest-sellerhistorique de 2019:Zeitenwende 1979. Als die Welt von heute begann
En janvier 2019, il fait paraître Zeitenwende 1979. Als die Welt von heute begann (Le changement d'époque de 1979 - Quand commença le monde d'aujourd'hui). Le livre devient en quelques mois un best-seller,.
Dans cet ouvrage, Bösch qualifie l'année 1979 de tournant de l'histoire, aussi bien sur le plan national (RFA et RDA) que sur le plan mondial. Ce tournant est caractérisé selon lui par des événements qui marquent de nouvelles thématiques : ainsi, la révolution islamique d'Iran démontre le retour du rôle des religions dans le domaine politique, retour qu'il observe aussi alors en Pologne ou au Nicaragua. L'invasion soviétique de l’Afghanistan et le deuxième choc pétrolier annoncent les transformations du Moyen-Orient. L'accident dans la centrale atomique américaine de Harrisburg impulse les mouvements écologistes et les oriente contre le développement de l'énergie nucléaire. De même, la diffusion à grande échelle de la série Holocauste signale pour lui le début de l'avènement du « politiquement correct »,.
Les années 1970 sont marquées selon lui par une crise du discours politique. On commence à penser que l'État moderne, sous ses différentes formes, n'est plus capable d'améliorer le monde. On cherche ainsi à développer d'autres concepts. C'est dans cette idée que Bösch trace des parallèles, qui peuvent paraître inattendus, entre la montée en puissance du mouvement écologiste, l'arrivée au pouvoir de Margaret Thatcher (et de ce qui deviendra le néolibéralisme) et la révolution islamique iranienne. Malgré leurs divergences évidentes, les trois courants affirment chacun incarner un tournant fondamental, être les seuls à pouvoir résoudre la crise et proclament, tous les trois, qu'ils sont les seuls à pouvoir apporter les solutions. Selon Bösch, le slogan There is no alternative de Thatcher sied aussi bien au discours des Verts qu'à celui des Ayatollahs.

## Ouvrages
- Zeitenwende 1979. Als die Welt von heute begann., Munich, Beck, 2019  (ISBN 978-3-406-73308-6).
- Mediengeschichte. Vom asiatischen Buchdruck zum Fernsehen, Francfort-sur-le-Main, Campus-Verlag, 2011  (ISBN 978-3-593-39379-7). Traduction anglaise : Media and Historical Change: Germany in International Perspective, 1400–2000, Oxford et New York, Berghahn Books, 2015.
- Öffentliche Geheimnisse. Skandale, Politik und Medien in Deutschland und Großbritannien 1880–1914, Munich, Oldenbourg, 2009  (ISBN 978-3-486-58857-6).
- Macht und Machtverlust. Die Geschichte der CDU., Stuttgart, Deutsche Verlags-Anstalt, 2002  (ISBN 3-421-05601-3).
- Die Adenauer-CDU. Gründung, Aufstieg und Krise einer Erfolgspartei 1945–1969, Deutsche Verlags-Anstalt, Stuttgart, 2001, 576 p. (publication de la thèse de doctorat présentée à l'université de Göttingen)  (ISBN 3-421-05438-X).